# Desmothoracida
Desmothoracida es un grupo de protistas similares en aspecto a los heliozoos, generalmente sésiles, que se encuentran en ambientes de agua dulce. Cada adulto es una célula esférica con un diámetro de alrededor de 10-20 µm, rodeada por una armadura o concha orgánica perforada. Numerosos seudópodos radiales se proyectan a través de los agujeros para capturar el alimento. Estos se apoyan en pequeños paquetes de microtúbulos que parten de un punto en la membrana nuclear. Al contrario que otros heliozoos, los microtúbulos no están dispuestos en ninguna geometría regular, no hay ningún centro de organización de microtúbulos, y no hay distinción entre el citoplasma externo e interno.
La reproducción se realiza mediante gemación, por numerosas pequeñas células móviles, generalmente con dos flagelos. Estos se pierden más adelante y se forman seudópodos y una armadura. Un solo seudópodo alargado secretará típicamente un tallo hueco que unirá el adulto al sustrato. La forma de los flagelos, las mitocondrias con crestas tubulares y otros caracteres sugieren su pertenencia a Cercozoa, lo que ha sido confirmado por análisis genéticos.